# Batalla de Chiari
La batalla de Chiari tuvo lugar el 1 de septiembre de 1701 en el marco de la Guerra de Sucesión Española en Chiari, norte de Italia, entre el ejército austriaco al mando del príncipe Eugenio de Saboya y las fuerzas francesas a las órdenes del mariscal Duque de Villeroy.

## Antecedentes
El general francés Catinat había recibido la orden de cortar el paso al ejército de Eugenio de Saboya sin librar combate ni penetrar en el territorio de la república de Venecia, que se mantenía neutral. Después de andar varios días como perros y gatos, Eugenio de Saboya sorprendió a Catinat al cruzar el río Adigio por Carpi d'Adige la noche del 8 al 9 de julio de 1701. Al ser inferiores en número, los franceses se vieron obligados a replegarse tras el río Oglio.
Después de la batalla de Carpi, Catinat fue reemplazado en el mando de las fuerzas francesas por el duque de Villeroy. Este, que sin duda era más hábil como cortesano que como general, estaba empeñado en complacer a Luis XIV por haberle favorecido y deseoso de entrar en combate. Apenas llegado el 22 de agosto, volvió a cruzar triunfalmente el Oglio y marchó directamente hacia los austriacos.

## La batalla
Todo el ejército austriaco se había atrincherado en el pueblecito de Chiari (República de Venecia) en una posición formidable. Pero engañado por unos coraceros que habían sido hechos prisioneros, el duque de Villeroy estaba persuadido de que en dicha plaza no había más que un contingente de 6.000 austriacos.
Villeroy decidió atacar antes de que su contrincante recibiera refuerzos. En su precipitación, lanzó a sus tropas al ataque sin dar tiempo a que la artillería tomara posiciones. Cuando los franceses se acercaban al descubierto, fueron recibidos por un fuego de mosquetería y artillería tal que 2.000 soldados cayeron en poco tiempo. Villeroy ordenó repetir el ataque, pero Eugenio de Saboya volvió a rechazarlo, si bien se abstuvo de perseguir a los vencidos cuando se retiraban, satisfecho de haber derrotado sin pérdidas sensibles a un enemigo superior en número.
Durante la batalla, Catinat, que como buen servidor había aceptado secundar a Villeroy, dio pruebas de una valentía excepcional.

## Consecuencias
Villeroy se volvió más circunspecto y acampó en Urago, cerca de Chiari, donde mantuvo mucho tiempo en jaque al enemigo. Al cabo de dos meses sin que ocurrieran acciones de importancia, los franceses, muy mal avituallados por el país que defendían contra su voluntad, levantaron el campo el 12 de noviembre, volvieron a cruzar el río Oglio y se plantaron delante de Cremona.
- Datos: Q636007
- Multimedia: Battle of Chiari / Q636007